# 발렛 (영화)
발렛(La Doublure, The Valet)은 프랑스에서 제작된 프랑시스 베베르 감독의 2006년 멜로/로맨스, 코미디 영화이다. 게드 엘마레 등이 주연으로 출연하였고 패트리스 르두 등이 제작에 참여하였다.

## 출연

### 주연
- 게드 엘마레
- 앨리스 태그리오니
- 다니엘 오떼유

### 조연
- 크리스틴 스콧 토마스
- 리샤르 베리

## 제작진
- 공동제작: 프란체스코 팜필리
- 협력프로듀서: 프랑시스 베베르
- 미술: 도미니크 앙드레
- 배역: 프랑세즈 메니드레이